# Saudades de Rock
| Оценки критиков | Оценки критиков |
| Источник        | Оценка          |
| --------------- | --------------- |
| Allmusic        | (позитивно)     |
| Billboard       | (позитивно)     |
| Blogcritics     | (позитивно)     |
| Boston Herald   | (позитивно)     |
| KNAC            | [ 6 ]           |
| Metromix        | [ 7 ]           |
| PopMatters      | [ 1 ]           |
| Dark City       | [ 8 ]           |

Saudades de Rock (порт. Ностальгия по року) — пятый студийный альбом американской рок-группы Extreme, вышедший в 2008 году. Это первый альбом Extreme после 13-летнего перерыва и первый с новым барабанщиком, Кевином Фигьюридо, до этого игравшим с Беттанкуром в DramaGods и с Чероне в Satellite Party.

## История создания

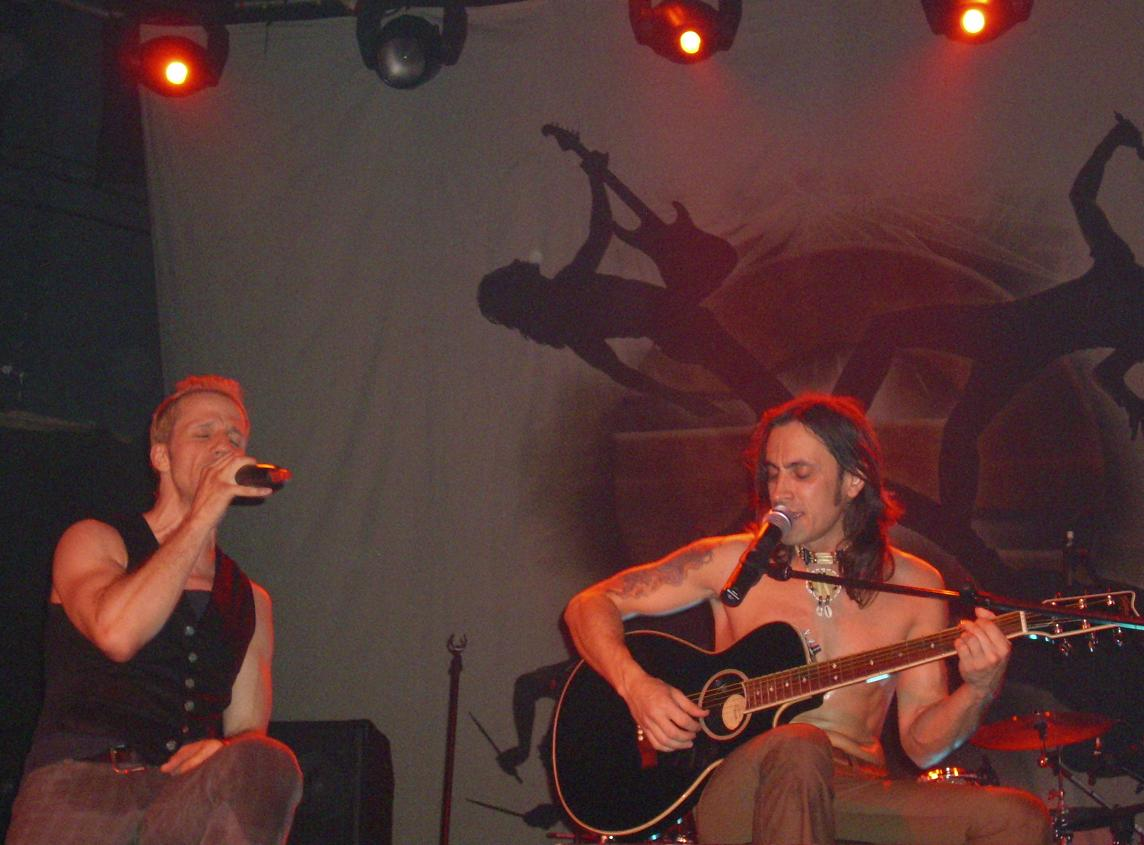
Чероне и Беттанкур на концерте в Мадриде, 2008 год

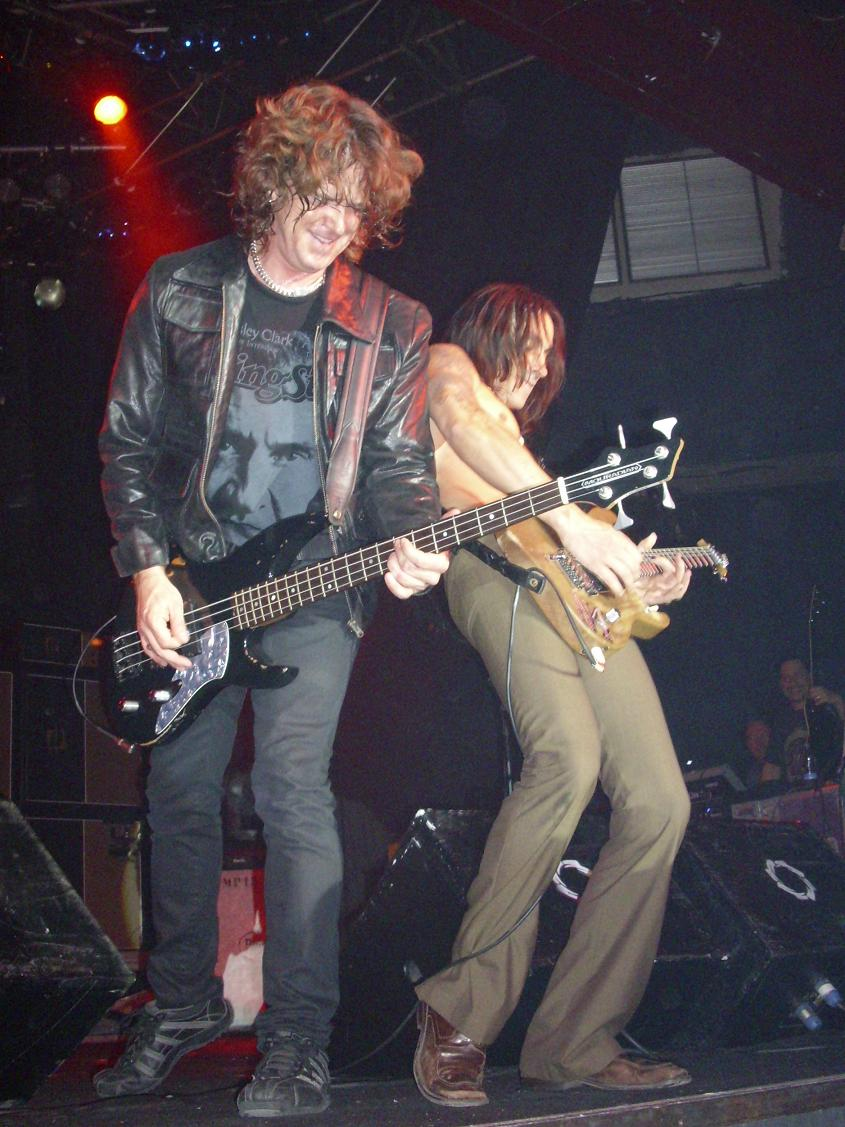
Бэджер и Беттанкур на концерте в Мадриде, 2008 год

14 августа 2007 года Blabbermouth.net опубликовал информацию о том, что Extreme написали новую песню, «Rock 'n' Roll Man», и исполнят её на концерте памяти Брэда Делпа. Кроме того, Extreme начали записывать материал для нового альбома. 26 ноября 2007 года стало известно, что Extreme официально воссоединились и планируют выпустить новый альбом в 2008 году, а также отправиться в концертный тур.
15 января 2008 года Нуно Беттанкур объявил, что группа заканчивает запись альбома, что они «прекрасно провели время, джеммуя и создавая» и что было записано около 24 песен, из которых 14 войдут в новый альбом. Он описал альбом «смесью олдскульного рока и вкусных абстрактных вещиц».
29 апреля 2008 года появилось сообщение, что альбом закончен, «за исключением одного вокала и нескольких бэкграундов» и что Нуно работал сверхурочно, завершая сведение. Гэри Чероне заявил, что альбом содержит «лучшие выступления группы… за всё время».
22 июля 2008 года композиция «Comfortably Dumb» стала доступна в профиле группы на сайте Ultimate-Guitar. Альбом, получивший название Saudades de Rock, вышел 28 июля 2008 года во Франции, 4 августа в Европе и 12 августа в США. В поддержку альбома Extreme отправились в турне Take Us Alive, с разогревающими группами King's X в США и Hot Leg в Великобритании. В 2008 году Extreme дали 23 выступления в Северной Америке, 19 в Европе и 9 в Азии. В 2009 году группа продолжила гастролировать вместе с коллективом Ratt. Тур был завершён выступлением 8 августа 2009 года в родном Бостоне, Массачусетс. Концерт был записан и выпущен на DVD под названием Take Us Alive.
Первый сингл с альбома, «Star», провалился в чартах, однако видео «King of the Ladies» достигло #4 позиции в Billboard AOL Video. Для «Interface», «Run», «Ghost» также были сняты видеоклипы, вошедшие в DVD Take Us Alive.

## Отзывы критиков
По словам Джордана Ричардсона (журнал Blogcritics), после 13-летнего перерыва Extreme выпускают альбом, на котором звучат «плотно и совершенно как никогда», а в контексте современного коммерческого рока их фирменные дерзкие гармонии, великолепные риффы, фанковый бас и звучание «Van Halen встречает Queen» смотрятся весьма выигрышно: «Действительно отличная музыка окрыляет душу, встряхивает разум и оживляет сердце, не жертвуя никакими истинами. С последним [альбомом] Extreme музыка делает всё это».
Рецензент Allmusic отметил, что альбом во многих отношениях стартует с того места, на котором закончился Waiting for the Punchline 1995 года и что поклонников «инструментальных мускул» и «прыгающего по жанрам» стиля Extreme ждёт большое разнообразие: от необходимого фанк-метала («Run», «Comfortable Dumb») до кантри-рока («Take Us Alive») и нежных пиано-баллад («Ghost», «Peace»).
Рон Харт (PopMatters) назвал Saudades de Rock «лучшим альбомом в их карьере», а «настоящей звездой шоу» — гитариста Нуно Беттанкура, соединившего грандиозность Брайана Мэя (Queen), душевность Эдди Хейзела (Funkadelic) и комплексность Фрэнка Заппы с собственным апломбом. Также он отметил отличный вокал Гэри Чероне, парящий в великолепных балладах «Ghost» и «Saudades (Peace)».

## Список композиций
| №                   | Название                                                | Автор(ы)                              | Длительность |
| ------------------- | ------------------------------------------------------- | ------------------------------------- | ------------ |
| 1.                  | «Star»                                                  | Беттанкур, Чероне                     | 4:11         |
| 2.                  | «Comfortably Dumb»                                      | Беттанкур, Чероне                     | 4:44         |
| 3.                  | «Learn to Love»                                         | Беттанкур, Фигьюридо, Чероне          | 5:27         |
| 4.                  | «Take Us Alive»                                         | Беттанкур, Чероне                     | 3:23         |
| 5.                  | «Run»                                                   | Беттанкур, Чероне                     | 4:41         |
| 6.                  | «Last Hour»                                             | Беттанкур, Чероне                     | 5:37         |
| 7.                  | «Flower Man»                                            | Беттанкур, Чероне                     | 3:54         |
| 8.                  | «King of the Ladies»                                    | Беттанкур, Чероне, Э.Реста, К.Рестиво | 4:22         |
| 9.                  | «Ghost»                                                 | Беттанкур, Чероне                     | 4:58         |
| 10.                 | «Slide»                                                 | Беттанкур, Фигьюридо                  | 4:35         |
| 11.                 | «Interface»                                             | Беттанкур                             | 4:34         |
| 12.                 | «Sunrise»                                               | Беттанкур, Чероне, Фигьюридо          | 6:14         |
| 13.                 | «Peace (Saudade)»                                       | Беттанкур, Чероне                     | 6:37         |
| 14.                 | «Americocaine (Demo 1985)» (бонус европейского издания) | Беттанкур, Чероне, Пол Мангон         | 3:39         |
| Общая длительность: | Общая длительность:                                     | Общая длительность:                   | 63:14        |

В японском издании 14-м треком помещён «Mr. Bates (Demo 1986)».

## Видеоклипы
| Год  | Название             |
| ---- | -------------------- |
| 2008 | «King of the Ladies» |
| 2008 | «Interface»          |
| 2008 | «Run»                |
| 2008 | «Ghost»              |

## Позиции в чартах
| Год  | Альбом           | Чарты         | Чарты              | Чарты           | Чарты        |
| Год  | Альбом           | Billboard 200 | Independent Albums | UK Albums Chart | US Hard Rock |
| ---- | ---------------- | ------------- | ------------------ | --------------- | ------------ |
| 2008 | Saudades De Rock | 78            | 9                  | 80              | 12           |

| Год  | Сингл                | Чарт                | Позиция |
| ---- | -------------------- | ------------------- | ------- |
| 2010 | «King of the Ladies» | Billboard AOL Video | 4       |

## Участники записи
- Гэри Чероне — вокал
- Нуно Беттанкур — гитары, клавишные, бэк-вокал
- Пэт Бэджер — бас-гитара, бэк-вокал
- Кевин Фигьюридо — ударные, перкуссия